# حكايا زاك
حكايا زاك (بالإنجليزية: Zak Tales)، هو برنامج تلفزيوني أمريكي للأطفال تم إنشاؤه في عام 1990 من قبل DIC Enterprises و The CBN Family Channel و Children's Television Workshop. تألفت الحلقات من لقاء مجموعة من الأطفال مع شخصية عمدة تُدعى «زاك» في أحد النوادي للاستماع إلى قصص تحتوي على رسائل أخلاقية خفية. تمت دبلجة المسلسل إلى اللغة العربية عن طريق مركز الزهرة وعُرض لأول مرة على قناة سبيس تون في عام 2004. 

## الحلقات
1. أغنى ساحرة
2. المحرك الأخضر الصغير
3. هامبتي دمبتي الجشع
4. الأرنب الصغير
5. سباق الفضاء
6. يانكي دودل
7. المرح في المعرض
8. جوي السيارة الحمراء الصغيرة
9. سيمون البسيط
10. جورج بورجي
11. ميكي كوالا
12. بالون الهواء الساخن
13. السيرك هنا

## الأصوات

### النسخة الإنجليزية
- أصوات زاك وكيلروي (تيروي بالنسخة العربية): مايكل دونوفان

### النسخة العربية
- يحيى الكفري - زاك
- أيمن السالك - تيروي
- بثينة شيا
- آمال سعد الدين
- رغدة الخطيب
- مجد ظاظا
- آمنة عمر
- فاطمة سعد
- أنجي اليوسف